# نقد تاريخي
النقد التاريخي أو النقد الأعلى فرع من التحليل الأدبي الذي يحقق في أصول النص، وعند استعماله في الدراسات الكتابية فهو يحقق كتب الكتاب المقدس. وفي الدراسات الكلاسيكية يركز النقد العالي الحديث في القرن التاسع عشر على الجمع النقدي والترتيب الزمني لنصوص المصادر. وسواء كان كتابيا أو كلاسيكيا أو بيزنطيا أو عن العصور الوسطى فإنه يركز على مصادر الوثيقة ليحدد من كتبها وكيف وأين كتبت. وعلى سبيل المثال يتعامل النقد العالي مع المشكلة السينوبتية وعلاقة متى ومرقس ولوقا ببعضهم البعض. وفي بعض الحالات يؤكد النقد العالي الفكرة التقليدية للكنيسة عن مؤلف رسائل بولس، وفي حالات أخرى يتعارض مع التقاليد الكنسية ومع الأناجيل أو حتى كلمات الكتاب المقدس كما في رسالة بطرس الثانية. ومن القضايا المركزية للنقد العالي الفرضية الوثائقية.
يعتقد أن أول من درس الكتاب المقدس في ضوء النقد العالي هو الباحث الهولندي دسيدريوس إراسموس (1466؟ - 1536).
يستخدم النقد العالي مع النقد السفلي أو النصي الذي يحاول تحديد ما قاله النص الأصلي قبل تغييره بالخطأ أو العمد. فبعد أن يقوم النقد النصي بالعمل وتقديم فكرة جيدة عن النص الأصلي يأتي عمل باحثي النقد العالي ويقارنون النص مع كتابات مؤلفين آخرين.
| يشمل معظم سفر اللاويين                                  |
| يشمل معظم سفر التثنية                                   |
| "تاريخ التثنية": يوشع، القضاة، صاموئيل 1 و2، الملوك 1و2 |

مخطط الفرضية الوثائقية:

يتعامل النقد العالي مع نص الكتاب المقدس على أساس أن الكاتبين كانوا بشرا في عصر معين وأصحاب أغراض بشرية مختلفة، وليس كنص إلهي معصوم عن الخطأ. ويستخدم النقد النصي لتفسير النصوص الكتابية على أساس الأدلة داخل النص فقط.
ومن الأمثلة تعامل الطبعات المختلفة لدائرة المعارف البريطانية مع مسألة سفينة نوح. ففي الطبعة الأولى في 1771 تعومل مع القصة على أنها صحيحة وقدم الشرح العملي التالي: «برهن بوتيو وكيرشر هندسيا على أساس أن الذراع قدم ونصف بأن السفينة كانت واسعة بما يكفي لكل الحيوانات التي افترض دخولها فيها... وأن عدد أنواع الحيوانات الموجودة أقل مما تخيل ولا يصل إلى مئة حيوان من ذوات الأربع». لكن الموسوعة تقول في طبعتها الثامنة عن قصة نوح: «يمكن تذليل الصعوبات المتعلقة بالاعتقاد أن كل أنواع الحيوانات عاشت في السفينة باعتماد اقتراح المطران ستيلينغفليت والذي وافق عليه ماثيو بول وآخرون بأن الطوفان لم يشمل كل الأرض المسكونة». وفي الطبعة التاسعة في 1875 ليس هناك محاولة للتوفيق بين قصة نوح والحقائق العلمية بل قدمت القصة بدون تعليق. أما في طبعة 1960 فنجد التالي: «قبل أيام» النقد العالي«وانتشار النظرات العلمية الحديثة عن أصل الأنواع كان هناك الكثير من النقاش بين المتعلمين واقترحت عدة نظريات عبقرية وغريبة حول عدد الحيوانات في السفينة».

## أقسامه
- أولاً: النقد الخارجي أو نقد الأصول

ويتضمن تعييين شخصية المؤلف وتحديد زمن التدوين ومكانه والتحقق من صدق الوثيقة، وينقسم إلى قسمين هما: نقد التصحيح ونقد المصدر.
نقد التصحيح: يعني مدى صحة الوثيقة، فقد يكون نص الوثيقة محرفاً في بعض أو كل أجزاءها أو تحتوي على عبارات ونصوص تؤثر في طبيعة الحدث أو الواقعة التي يكتب عنها، فنقد التصحيح يسعى إلى استرجاع واستعادة أفضل نسخة ممكنة للنص الأصلي.
نقد المصدر (السند): فهنا لابد من معرفة صحة مصدر الوثيقة وأمانة الكاتب، فمن الأمور التي نبحث عنها التأكد من اسم مؤلفها وزمان تدوينها ومكانه وشخصيته وعلاقته بالحوادث التي كتب عنها، وهل شاهد الحدث بنفسه أم سمع عنه أم نقل المعلومات من الغير.
- ثانياً: النقد الداخلي (الباطني)

يعتبر النقد الخارجي مجرد عملية تحضيرية للمرحلة التالية وهي مرحلة النقد الداخلي (الباطني)، ويمر النقد الداخلي عبر مرحلتين: الأولى نقد باطني إيجابي، والثانية نقد باطني سلبي.
أ/النقد الباطني الإيجابي: وهو عبارة عن تحليل الأصل التاريخي بقصد تفسيره، وإدراك معناه وذلك في مرحلتين وهما:
أولاً: تفسير النص وتحديد المعنى الحرفي له عبارة عن عملية لغوية يمكن القيام بها عبر عدة خطوات كالتالي:
- أن الكلمات لا تحمل نفس المعنى في كل الأزمنة، فلا بد من تحديد معنى بعض الالفاض بالرجوع إلى المراجع الخاصة بذلك
-تختلف معاني الكلمات من مكان إلى آخر، ويعين في ذلك فهم اللهجات المحلية وبخاصة التي دون بها النص.
-ينبغي الإلمام بطريقة الكاتب في التعبير وأسلوبه.
-ينبغي ألا تفسر كلمة أو جملة بذاتها، بل لابد من دراسة المعنى في نطاق السياق العام.
ثانياً: إدراك المعنى الحقيقي للنص ومعرفة غرض المؤلف مما كتبه، فقد يستخدم المؤلف بعض الأساليب والتراكيب غير الواضحة، وإن كانت عباراته مخالفة أو متعارضة مع الحقائق التاريخية المعروفة لديه، فإن ذلك يدل على وجود معنى خفي عند الكاتب.
النقد الباطني السلبي: يتم عن طريق أمرين، أولها التثبت من صدق المؤلف وعدالته وهل كذب أم لا، والأمر الثاني هو التثبت من صدق المعلومات التي أوردها ودقتها، وهل أخطأ المؤلف أم خُدِع أم لم يخطأ ولم يخدع.
ومن أراء ابن خلدون في النقد الباطني السلبي أنه لابد من فحص الأخبار واجتناب الأخبار التي فيها الكذب، والتي يؤدي إلى الوقوع فيها أحد الأسباب التالية وهي: 
-الثقة بالناقلين.
-توهم الصدق.
-الجهل بتطبيق الأحوال على الوقائع، لأجل ما يداخلها من التلبيس والتصنيع.
كما يرى أنه لابد من معرفة طبائع العمران، لأن لكل حادث من الحوادث الطبيعية تخصه في ذاته، وفيما يعرض له من أحواله، وينبغي أن يكون ذلك سابقاً على مسألة تعديل الرواة.

## صفات الناقد التاريخي
```
لن يستطيع المؤرخ أن يصل إلى درجة الاقتدار في التعامل مع التاريخ ووثائقه، إذا لم يمارس النقد بقواعده العلمية، لأن الاكتفاء بالاعتماد على جهود الآخرين وتعاملهم مع الوثائق لا تنمي القدرات، ومقابل ذلك هناك من المؤرخين الذين يمتلكون المهارات الكافية للتعامل مع النصوص سوءاً تعامل معها بنفسه منذ البداية أم اعتمد على ما قام به غيره.
```

وهناك بعض الصفات التي لابد من توفرها في الناقد ومن أهمها ما يلي:
1. الأهلية العلمية والكفاءة: بأن يتخصص الناقد بنقد الأعمال في مجال تخصصه وأن يمتلك الثقافة الواسعة في مختلف الميادين والتي تؤهله لإعطاء رأيه بكل ثقة.
2. الأمانة والصدق والحياد والموضوعية في تعامله مع النصوص التاريخية في إطار تخصصه الدقيق.
3. العدالة والإنصاف: يصدر أحكامه بكل شفافية ونزاهة بعيداً عن التعصب والميل والهوى، بأن يعلل أحكامه ويفسر رأيه بناءً على أسس علمية غير خاضعة لعاطفته أو ميوله الشخصية.
4. التزام الأدب: يجب ان يكون النقد بعيداً عن الإساءة بالآخرين.
5. أن يمتاز الناقد بقوة الفطنة والانتباه.
6. ان يكون محباً للنقد التاريخي متمتعاً بالصبر ومواجهة الصعوبات.
7. أن يمتاز بهدوء الطبع والأناة.
8. ان يتمتع بحاسة نقدية قادرة على التأليف بين معطيات معينة واستنتاج الحقائق منها.
9. أن يكون مدقق منقب، حيث يحاول تفسير النص، وأن يلم أولاً بلغة الأصل الذي يدرس، ويجيد فهم هذه اللغة كما عرفت واستعملت في العصر الذي عاش فيه راوي الرواية.
10. أن يكون عارفاً بعلوم الأوائل.

إن منهج النقد التاريخي، عند المؤرخ، يستند إلى عمليتين كبرى: هي النقد الخارجي، والنقد الداخلي.
فالنقد الخارجي يبحث في أصالة الوثيقة وعدم تزويرها، ويهتم نقد المصدر بتحديد صاحب الوثيقة وتاريخها ومكان تدوينها، أما نقد التصحيح فهو الذي يستهدف معرفة أصول النسخ غير الأصيلة.
أما النقد الداخلي (الباطني) فيمر في مرحلتين الأولى النقد الباطني الإيجابي: والذي يبحث في معرفة معاني الوثيقة الظاهرة وغير الصريحة، كما يبحث نقد الكفاءة في قدرة الكاتب (الشاهد) على نقل الأحداث بكفاءة.
والثانية النقد الباطني السلبي: والتي يتم فيها نقد الصدق الذي يبحث في احتواء الشهادة على الكذب من عدمه، بالإضافة إلى نقد الدقة الذي يبحث مدى وقوع الكاتب في أخطاء غير متعمدة.

## أنظر كذلك
- نقد أدبي (أديان)
- تاريخ الصيغة اللغوية

## وصلات خارجية
- Dictionary of the history of Ideas: Modernism in the Christian Church